# バサラブ1世
バサラブ1世（ルーマニア語: Basarab Întemeietorul、? - 1352年）は、ワラキアのヴォイヴォド（総督）および公（在位： 1310年/19年 - 1352年）。ワラキアの文書で確認できる最も古い君主であり、バサラブ朝の創始者である。ワラキア公国は「バサラブの国」を意味する「バサラビア」の名前で呼ばれていた。
バサラブは、バルカン半島北部におけるハンガリー王国と正教会との対立を利用して勢力を拡張した。1324年ごろにバサラブはハンガリー王カーロイ1世に臣従を誓うが、カーロイはバサラブを不誠実な臣下と呼んで敵対視した。1330年にカーロイ1世はワラキアに遠征軍を派遣するが、同年11月12日にバサラブはポサダの戦いでハンガリー軍を打ち破る。
ワラキアをモンゴルの攻撃から守り、ハンガリーから独立を勝ち取った、新しい国家の建設者としての事績より、「偉大な」公と称賛されている。

## 出自
彼の本来の名前は"Basarabai"だったが、名前がルーマニア語に転訛した時に語尾のaiが失われ、"Basarab"となった。名前はクマン（あるいはペチェネグ）の言語で、「父なる統治者」を意味する言葉に由来すると考えられている。
バサラブはハンガリーの宮廷に出仕していたThocomeriusという地方の豪族の息子として生まれるが、Thocomeriusの爵位は不詳である。また、Vlad Georgescu（en）などのルーマニアの歴史家は、Thocomeriusをワラキアのヴォイヴォド・バルバト（在位1285年 - 1288年）の後継者と推定している。
バサラブはルーマニア人（ワラキア人）であると明言されており、カーロイ1世はバサラブを指して「我らが不実なワラキア人」と罵った。
言語学者のSorin Paligaは、名前の語頭に"bas"、"bes-"を冠する点より、"Basarab"はルーマニア語に残るトラキア語由来の人名と推定し、バサラブをバルカン半島南部のトラキア出身と主張したが、彼の意見には反論も多い。

## 生涯

### バサラブの登場
13世紀半ばより、後のワラキアに相当する地域にハンガリー王の臣下であるヴォイヴォドの領地が形成されるが、間も無くヴォイヴォドたちはハンガリー王権からの独立を求めるようになる。ワラキア統一の動きは、1277年にヴォイヴォド・リトヴォイがハンガリーに対して起こした反乱から始まるが、リトヴォイはハンガリー軍に敗れ戦死した。
アールパード朝の末期にハンガリーは政治的な危機を迎え、東欧で強勢を誇ったモンゴル系国家のジョチ・ウルスも13世紀末になるとカルパティア山脈とドナウ川における支配力が低下していた。こうした状況の中、ワラキアはカルパティア山麓一帯での自治権を強化し、徐々にドナウ平野に支配力を広げていった。カルパティア山脈南部の封建地主たちは、アルジェシュ地方のバサラブを自分たちの指導者として擁立した。
1320年ごろ、バサラブはオルテニア、ムンテニアの統一を達成する。ドナウ河口の港町キリアにまで支配を広げ、ドナウ河口の地域はバサラビア（ベッサラビア）と呼ばれるようになる。
1325年から1328年にかけての期間、バサラブはジョチ・ウルスとの戦闘で数度の勝利を収めた。

### ハンガリーとの抗争
バサラブはハンガリー王カーロイ1世に臣従しており、カーロイ1世は1324年7月26日付の文書においてバサラブを「我らがワラキアのヴォイヴォド」と呼んでいた。
しかし、1325年6月18日付のハンガリーの文書には「ハンガリー王権に不誠実なワラキアのバサラブ」と記されており、ハンガリーに仕えるクマンのある貴族はバサラブの力はハンガリー王を超えているとさえ言っていた。ハンガリーの歴史家István Vásáryは、バサラブはハンガリー王国の領土である、後代のオルテニアに相当するセヴェリン・バナト（en）を占領していたため、カーロイ1世から反逆を疑われていたのではないかと推測している。一方、ルーマニアの歴史家Tudor Sălăgeanは、1324年にワラキアとハンガリーの間で締結された和平条約により、1325年にバサラブはセヴェリンの要塞を領有していたと考えた。
1327年に教皇ヨハネス22世はバサラブを「献身的なカトリックの公」と呼んでハンガリー王に対する反逆を擁護していたことから、ワラキアと教皇庁の間には協力関係があったと思えるが、どのような協約が交わされていたかは明らかになっていない。

### ポサダの戦い

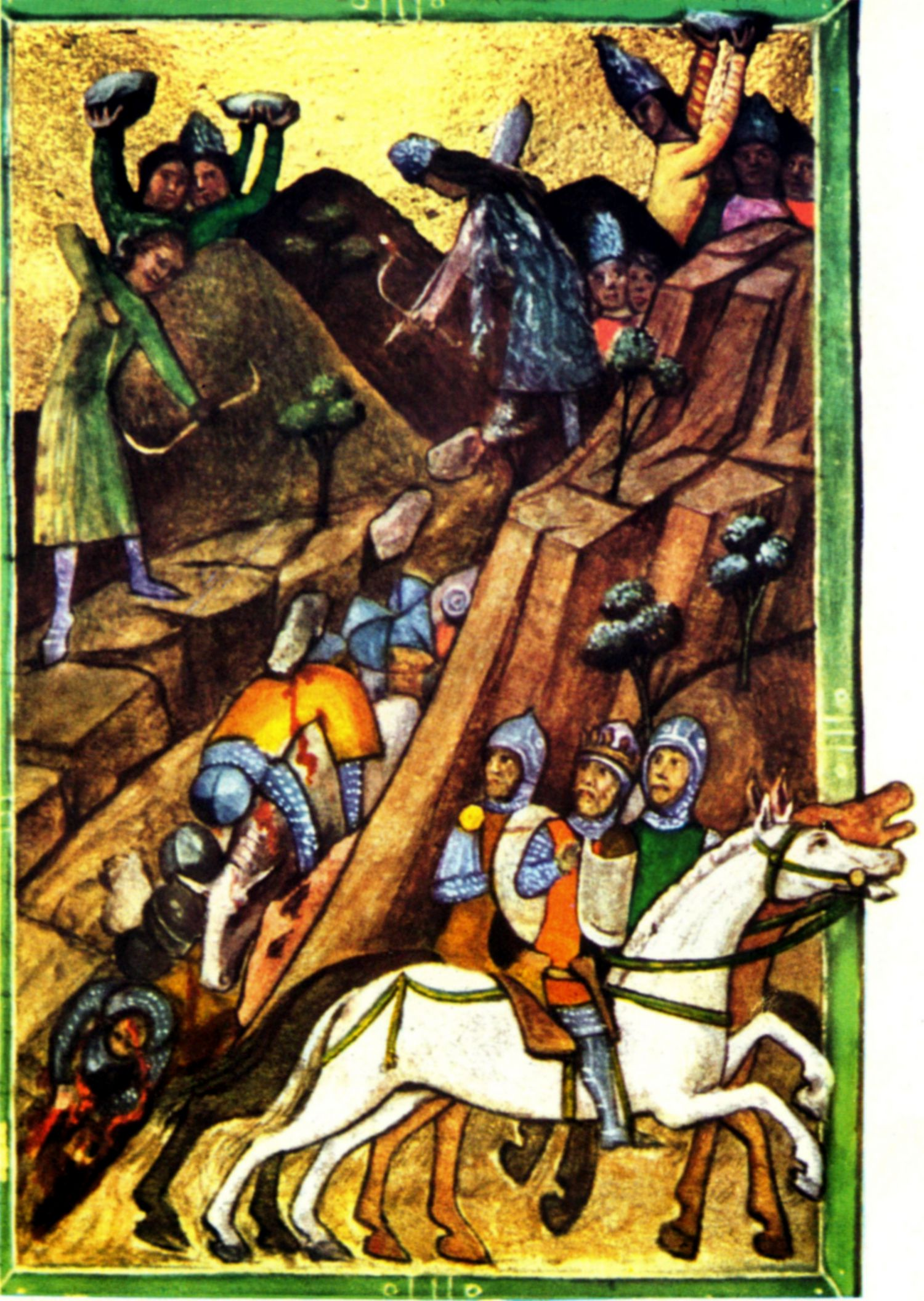
ポサダの戦い（ハンガリーの年代記の写本）

バサラブはハンガリーと敵対していたブルガリア皇帝ミハイル3世シシュマンの甥イヴァン・アレクサンダルの元に娘を嫁がせた。1329年3月27日の文書では、ハンガリー王国を取り巻く敵国として、ブルガリア、セルビア、ジョチ・ウルスとともにバサラブの名前が挙げられていた。
1330年にバサラブはミハイル3世シシュマンのセルビア遠征に参戦するが、ヴェルブジュドの戦いの結果、戦争はセルビア側の勝利に終わる。戦後バサラブはハンガリーの攻勢に備え、ブルガリア、セルビアの双方と協約、婚姻関係を結んだ。
ヴェルブジュドの戦いの後、カーロイ1世はセヴェリン・バナトを占領するため、ワラキアに遠征を行った。セヴェリン・バナトがハンガリーに奪還された時、バサラブは毎年の貢納と銀7,000マルクの支払い、加えてハンガリーへの臣従と引き換えに和平を提案するが、カーロイ1世はバサラブの提案を拒否してワラキアへの進軍を続け、クルテア・デ・アルジェシュにまで到達する。しかし、ハンガリー軍は食料の供給に困難をきたしたため、カーロイ1世はワラキア軍と戦うことなく、トランシルヴァニアへの撤退を余儀なくされる。
ワラキア軍はポサダでハンガリー軍を待ち受けており、ワラキア軍がハンガリー軍が通行する狭い峡谷を取り囲んだとき、ハンガリー兵は自分たちが罠にかかったことを悟る。11月12日、3日に渡る戦闘の末にハンガリー軍は完全に打ち破られ、カーロイ1世は戦場から命からがら脱出する。

### ワラキアの独立
ポサダでの勝利によってワラキアはハンガリーからの独立を達成し、国際社会での立場も変化する。
1331年2月、バサラブは娘婿イヴァン・アレクサンダルのブルガリア皇帝即位に協力する。1331年から1332年にかけ、ワラキア軍はブルガリアの反ビザンツ戦争を支援した。また、この時期にバサラブはハンガリーからセヴェリンを奪回したと思われる。
カーロイ1世が没し、ラヨシュ1世がハンガリー王位に就いた後、1343年と1345年にワラキアはハンガリーからの攻撃を受ける。この時にワラキアは再びセヴェリンを失い、バサラブの共同統治者であった息子のニコラエ・アレクサンドルは、ハンガリーに形だけの臣従の意思を示した。
1352年にバサラブは没する。アルジェシュには、バサラブの宮殿の廃墟が残る。

## 家族
バサラブは2人の子をもうけた。彼の妻の名前は明らかになっていないが、おそらくアンナだと考えられている。
- テオドラ（en） - ブルガリア皇帝イヴァン・アレクサンダルの妃
- ニコラエ・アレクサンドル - 息子。バサラブの死後にワラキア公の地位を継承。